# Hotel Rock’n’Roll
Hotel Rock’n’Roll ist eine österreichische Produktion aus dem Jahr 2016. Der unter der Regie von Michael Ostrowski und Helmut Köpping entstandene Spielfilm ist nach Nacktschnecken (2004) und Contact High (2009) der dritte Teil der Trilogie Sex, Drugs & Rock’n’Roll. Bei den ersten beiden Teilen führte der 2014 verstorbene Michael Glawogger Regie, der auch gemeinsam mit Michael Ostrowski das Drehbuch zu allen drei Teilen schrieb. Die Premierentour startete am 6. August 2016 beim FM4 Pop-up Cinema im Wiener Sigmund-Freud-Park, die offiziellen Premieren fanden am 23. August 2016 in Graz und am 24. August 2016 im Wiener Gartenbaukino statt. Der Kinostart in Österreich erfolgte am 26. August 2016.

## Handlung
Mao erbt von ihrem Onkel Waberl ein heruntergekommenes, verschuldetes Hotel auf dem Land. Gemeinsam mit ihren Freunden, den Hobby-Rockstars Max und Jerry, versucht sie, das Hotel wieder zu neuem Leben zu erwecken und mit „betreuten Rauschreisen“ ein All inclusive Sex, Drugs & Rock’n’Roll Experience Package anzubieten. Sie müssen sich dabei unter anderem gegen die Konkurrenz behaupten und haben mit ihrer eigenen Unfähigkeit zu kämpfen. So landet beispielsweise Schorsch nach einem Banküberfall mit seinem Fluchtauto im Teich des Hotels und Schorschis früherer Partner Harry, Besitzer des nahegelegenen Alpengasthofes Alzheimer, plant eine feindliche Übernahme. Um die mit dem Hotel geerbten Kreditschulden abzubezahlen organisieren Max (Gesang), Mao (Bass), Jerry (Gitarre) und Schorsch (Schlagzeug) ein Konzert, bei dem sie mit Futschikato den einzigen Song, den sie im Repertoire haben, in verschiedenen Fassungen präsentieren.

## Produktion
Bei dem Film handelt es sich um das Regiedebüt des Schauspielers Michael Ostrowski. Die Dreharbeiten fanden von August bis Oktober 2015 statt, gedreht wurde in Wien und in Wartberg, Aflenz, Turnau und Frauenberg in der Steiermark. Als Drehort für das Hotel fungierte die Villa Lichtenegg in Sankt Barbara im Mürztal im Ortsteil Wartberg.
Unterstützt wurde der Film vom Österreichischen Filminstitut, dem Filmfonds Wien sowie Cinestyria, beteiligt war der Österreichische Rundfunk. Produziert wurde der Film von Dor Film. Für den Ton zeichnete Heinz K. Ebner verantwortlich, für das Kostümbild Martina List und für das Szenenbild Andreas Donhauser und Renate Martin. Die Musik wurde von Sven Regener und The-Base-Sänger Norbert Wally beigesteuert.
Kurzauftritte haben Willi Resetarits als Onkel von Mao und Stefanie Werger als Chefin einer Escort-Agentur. Die Rolle des Onkel Waberl war ursprünglich Michael Glawogger zugedacht.
Der Film wurde 2018 im Rahmen der Edition österreichischer Film von Hoanzl und dem Standard auf DVD veröffentlicht.

## Soundtrack
Der Soundtrack zum Film wurde am 19. August 2016 bei Hoanzl veröffentlicht.
- Georg Friedrich: Rock the Girl over the Night
- Hotelband: Futschikato (Rock Version)
- The Base: Born in Devil's Motel
- Suricates: Old Dirty Road
- Michael Ostrowski und  Pia Hierzegger: Du bist net in mi verliebt
- Koenig: Stress
- Hotelband: Futschikato (Punk Version)
- Koenig: Upper Deck
- AREPO: L’Ultima Mattanza (Instrumentale)
- Radio Trip - Hashish
- Wolfgang Ambros: Du schwoaza Afghane
- Hotelband: Futschikato (Reggae Version)
- Skero: Künstler
- Hotelband: Futschikato (Zirkus Intro Instr.)
- The Base: I Bet it Rains
- Michael Ostrowski, Hilde Dalik und Georg Friedrich / AREPO: Monddialog mit Mandolinen / L’Ultima Mattanza (Instrumentale)
- Hotelband: Futschikato (Swing Version)
- Koenig: Nature's Font
- The Base: Did Dr.-What's-Her-Name Raise Your Dosage?
- Helmut Köpping und Elisabeth Holzmeister: Sparefroh betoniert
- Koenig: Keymaster
- Hotelband: I wanna be Your Dog

## Auszeichnungen
- 2017: Österreichischer Filmpreis 2017 – Nominierungen in den Kategorien Bestes Kostümbild und Bestes Szenenbild[15]

## Kritik
„‚Hotel Rock’n’Roll‘ mutiert zum turbulenten Requiem, die Überlebenden sind zu ewiger Pubertät verurteilt, womit jedes Pathos ausgeschlossen wird.“

„Nachdem ‚Contact High‘ im Vergleich zum verhältnismäßig realistisch gehaltenen „Nacktschnecken“ bereits einige surreale Szenen zu bieten hatte, werden die surrealen Elemente hier auf ein Maximum getrieben und stellten eine der größten Stärken des Films da. Ob nun ein tarantinoesques Intro, eine Band unter Wasser oder ein selbst gemachter Kebap-Aufstrich: Das Autorenteam (abgesehen von Ostrowski und Köpping, wurden auch noch Teile von Glawogger verfasst) konnte deren volle Kreativität entfalten.“

„Geworden ist es eine irrwitzige Mischkulanz aus von Verwechslungen geprägtem Boulevardstück, dem (scheinbar) idyllischen Ambiente eines Heimatfilms und Liveelementen eines Musikfilms […] eine lebensbejahende, irrwitzige, von Spiellust geprägte, leichte Sommerkomödie, wie sie Glawogger bestimmt gefreut hätte.“